# Смуга для підйому

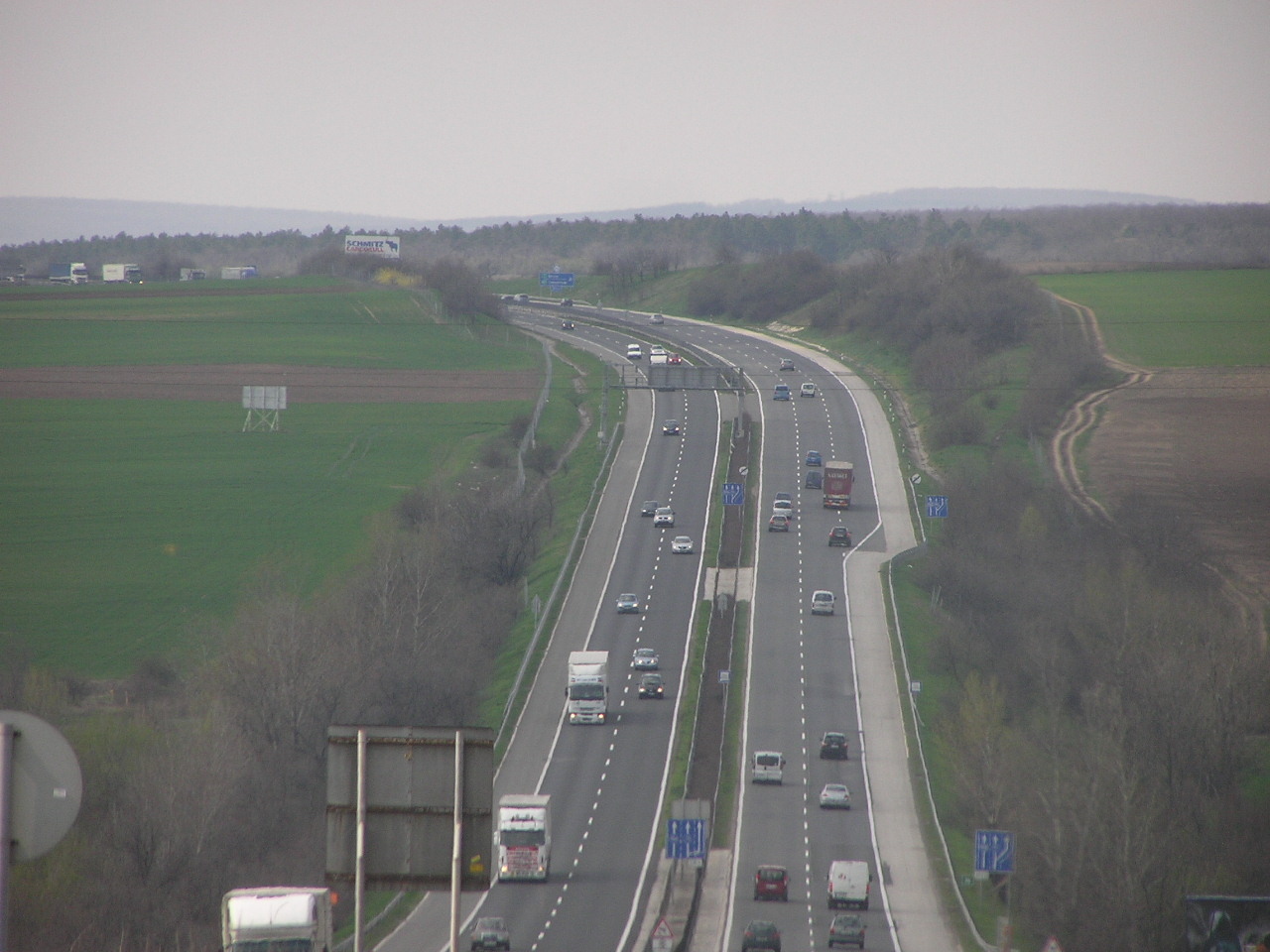
Альпіністська смуга в Угорщині, в центрі зображення - права смуга

Смуга для підйому або альпіністська смуга, вантажна смуга (Велика Британія) або смуга для вантажівок — це додаткова смуга проїжджої частини, яка дозволяє важким або малопотужним транспортним засобам підніматися на крутий схил, не сповільнюючи інший рух. Зазвичай вони використовуються великими вантажівками або вантажівками з напівпричепами, які рухаються в гору повільніше, ніж на рівній поверхні. Вони часто використовуються на основних маршрутах, таких як автостради та міждержавні магістралі.
Більш сучасна варіація полягає в тому, щоб зберегти існуючу смугу для повільного руху та зробити додаткову смугу роз'їзною. Це утримує повільний рух у найповільнішій смузі, навіть якщо водії нехтують зміною смуги, водночас дозволяючи водіям, які хочуть об’їхати вибір іншої смуги, зробити це.

## Смуги спуску

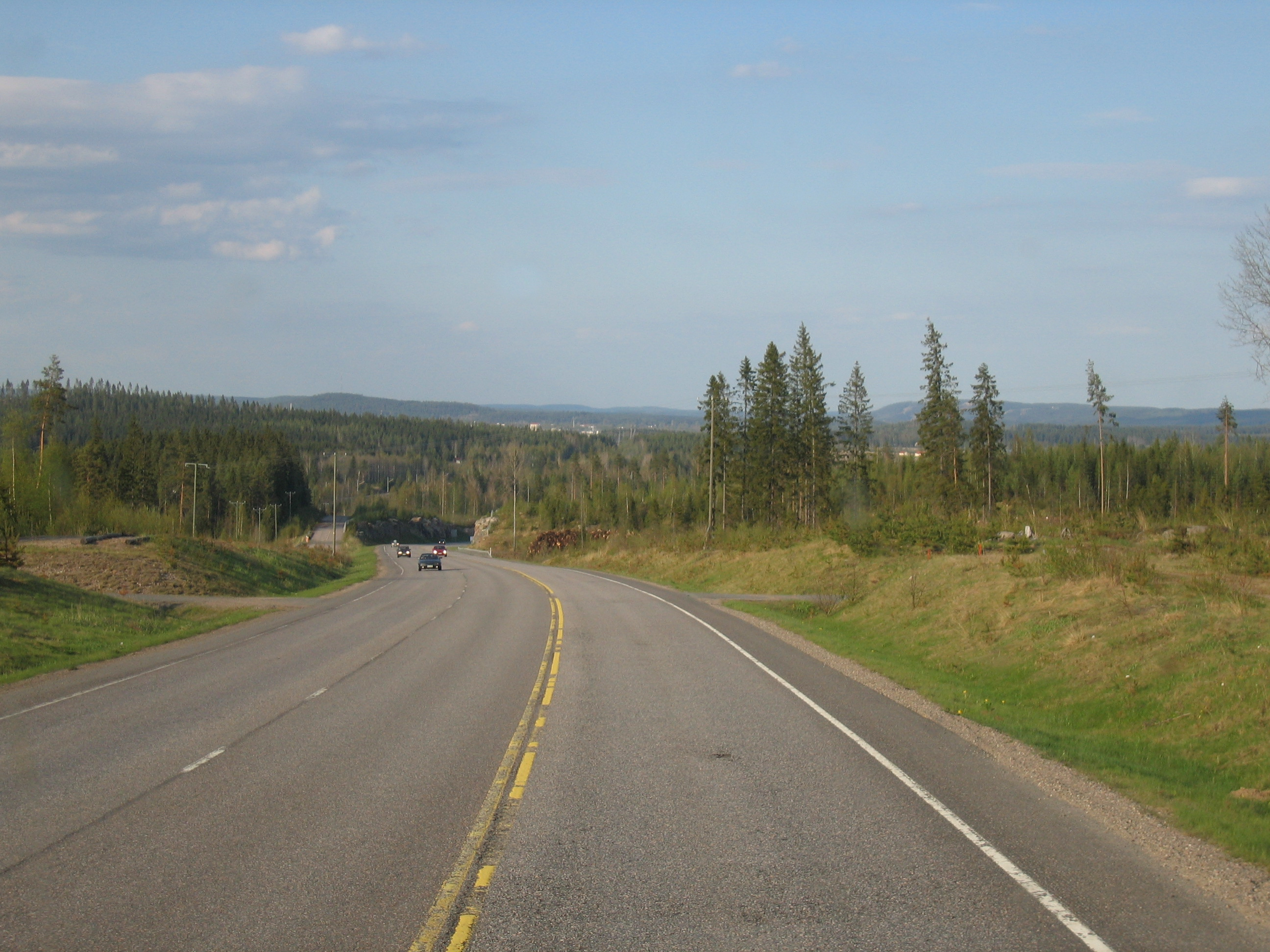
Доріжка для скелелазіння в Ямся, Фінляндія.

Деякі смуги для підйому трохи простягаються над гребнем пагорба, щоб дозволити повільним транспортним засобам відновити швидкість.
Оскільки вантажівки та транспортні засоби для відпочинку повинні використовувати низьку передачу для повільного спуску, додаткова смуга також може бути побудована на спуску. Це запобігає надмірному використанню гальм автомобілями, що може перегрітися та спричинити втечу автомобіля.